# Leśniaki (Częstochowa)
Pour les articles homonymes, voir Leśniaki.
Leśniaki est une localité polonaise de la gmina de Konopiska, située dans le powiat de Częstochowa en voïvodie de Silésie.